# Sclerophrys reesi
Sclerophrys reesi es una especie de anfibios anuros de la familia Bufonidae.

## Distribución geográfica y hábitat
Es endémica del sur de Tanzania.
Su hábitat natural incluye sabanas, praderas temporalmente inundadas, pantanos, intermittent lagos de agua dulce y marismas intermitentes de agua dulce.
Está amenazada por la pérdida de su hábitat natural.